# 8857 Серсідіффілум
8857 Серсідіффілум (8857 Cercidiphyllum) — астероїд головного поясу, відкритий 6 серпня 1991 року.
Тіссеранів параметр щодо Юпітера — 3,493.